# Elżbieta (I) Erykówna
Elżbieta (I) Erykówna (ur. ?, zm. 1463) – prawdopodobna, pierwsza o tym imieniu córka Eryka II, księcia wołogoskiego, słupskiego i szczecińskiego oraz Zofii.
Według XVI-wiecznej literatury przedmiotu była przygotowywana do roli przyszłej żony Jana V, księcia sasko-lauenburskiego. Tenże prawdopodobnie zaręczyny zerwał, z powodu bliskiego pokrewieństwa i śmierci księżniczki (P. von Knobbe). Miało to nastąpić przed lub w chwili przejęcia władzy w księstwie 1464. Polski genealog E. Rymar, który datuje śmierć Elżbiety na 1463 podkreślił, że pokrewieństwo między Elżbietą a Janem V było w trzecim (nawet w drugim) stopniu. Powód i miejsce jej śmierci nie są znane.

## Genealogia
| Warcisław IX ur. 1395? lub w okr. 1395–1400 zm. 17 IV 1457 | Warcisław IX ur. 1395? lub w okr. 1395–1400 zm. 17 IV 1457 |                                                       |                                                       | Zofia ur. najwcz. 1374 zm. 1462 | Zofia ur. najwcz. 1374 zm. 1462 |  |  | Bogusław IX ur. najp. 1405 zm. 7 XII 1446 | Bogusław IX ur. najp. 1405 zm. 7 XII 1446 |                                     |                                     | Maria mazowiecka ur. najp. w okr. 1412–1415 zm. 18 II 1454 | Maria mazowiecka ur. najp. w okr. 1412–1415 zm. 18 II 1454 |
|                                                            |                                                            |                                                       |                                                       |                                 |                                 |  |  |                                           |                                           |                                     |                                     |                                                            |                                                            |
|                                                            |                                                            |                                                       |                                                       |                                 |                                 |  |  |                                           |                                           |                                     |                                     |                                                            |                                                            |
|                                                            |                                                            | Eryk II ur. w okr. 1418–1425 lub poźn. zm. 5 VII 1474 | Eryk II ur. w okr. 1418–1425 lub poźn. zm. 5 VII 1474 |                                 |                                 |  |  |                                           |                                           | Zofia ur. ok. 1434 zm. 24 VIII 1497 | Zofia ur. ok. 1434 zm. 24 VIII 1497 |                                                            |                                                            |
|                                                            |                                                            |                                                       |                                                       |                                 |                                 |  |  |                                           |                                           |                                     |                                     |                                                            |                                                            |
|                                                            |                                                            |                                                       |                                                       |                                 |                                 |  |  |                                           |                                           |                                     |                                     |                                                            |                                                            |
|                                                            |                                                            |                                                       |                                                       |                                 |                                 |  |  |                                           |                                           |                                     |                                     |                                                            |                                                            |

|  |  |  |  | Elżbieta (I) Erykówna (ur. ?, zm. 1463) |